# Biblioteca Estadual de Xadrez Christiano Lyra
Biblioteca Estadual de Xadrez Christiano Lyra é uma biblioteca dedicada ao enxadrismo que funciona no Centro Esportivo Alberto Santos Dumont, no bairro de Boa Viagem, em Recife. Foi fundada pelo ex-Governador Miguel Arraes em 27 de abril de 1990, pertencendo atualmente à Secretaria de Cultura, Turismo e Desportes do Estado. A biblioteca oferece um acervo de três mil livros (2008) e é aberta ao público. A Biblioteca funcionou inicialmente na Casa da Cultura, mas em 28 de fevereiro de 1996 foi transferida para o Centro de Educação Física Santos Dumont.
A Biblioteca Estadual de Xadrez Christiano Lyra é uma instituição pública, voltada para a difusão do xadrez nas escolas, de acordo com o disposto na Lei Municipal nº. 16.653/2001, que "institui nas escolas públicas municipais, sob a forma de atividade ou de conteúdo inserido em área de estudo ou disciplina do currículo estabelecido, o ensino do jogo de xadrez”.
Na atualidade (2009), o diretor da biblioteca é o Mestre FIDE Marcos Asfora.